# Almarza de Cameros
Almarza de Cameros é um município da Espanha
na província e comunidade autónoma de La Rioja, de área 28,11 km² com população de 26 habitantes (2007) e densidade populacional de 0,92 hab./km².

## Demografia
| Variação demográfica do município entre 1991 e 2004 | Variação demográfica do município entre 1991 e 2004 | Variação demográfica do município entre 1991 e 2004 | Variação demográfica do município entre 1991 e 2004 |
| --------------------------------------------------- | --------------------------------------------------- | --------------------------------------------------- | --------------------------------------------------- |
| 1991                                                | 1996                                                | 2001                                                | 2004                                                |
| 37                                                  | 40                                                  | 35                                                  | 29                                                  |